# こぼれ種
こぼれ種（self-sown seed/seedling）とは、人間が意図的に蒔いた種子ではなく、植物から自然にこぼれ落ちた種子や、その種子から生えてきた植物のことである。単に輸送中などに意図せずこぼれた種子をこう呼ぶ場合もある。

## 種子拡散の問題
セイヨウアブラナなどの遺伝子組み換え作物では、組み換え体のこぼれ種による生物多様性への悪影響を懸念する意見があり、それを検証するための調査が行われている。ドクムギ属の草本では近縁種間の交雑が起こりやすく、特に広範囲への拡散が懸念されている。

## 転用
- 落胤のこと[1]。